# Vogelvrij (Lucky Luke)
Vogelvrij is het zesde album in de stripreeks Lucky Luke en tevens het eerste album waarin historische personages worden opgevoerd.
Dit is het enige Lucky Luke-album waar de oorspronkelijke Daltons in voorkomen. De latere geïntroduceerde Daltons Joe, William, Jack en Averell zijn hun neven. Het album De neven Dalton is de eerste van een reeks verhalen over de neven.
Het verhaal verscheen in 1951-1952 in Spirou/Robbedoes en in 1954 als album.

## Verhaallijn
De gebroeders Dalton zaaien terreur in het westen. Overal waar ze komen, laten ze een spoor van vernieling na, zowel bij het overvallen van postkoetsen als banken, waarbij niets aan het toeval over werd gelaten. Pas wanneer ze zich op de trein werpen, kruisen ze het pad van Lucky Luke, die achter ze aan zit. De overval mislukt en de ziedende desperado's gaan hun woede koelen met whiskey. In dezelfde saloon wacht Lucky Luke hen ietwat op en het komt al snel tot een handgemeen. De broertjes worden, na heel wat stoerdoenerij van beide kanten uit, gearresteerd. De Daltons ontsnappen echter maar slaan toch op de vlucht en veranderen zelfs hun gezicht om aan Lucky Luke te ontkomen. Uiteindelijk worden drie van de broers onder een bank in Coffeyville bedolven en wordt Bob Dalton door Luke in een regenton gevangengezet, waar Bob verdrinkt.
In het tweede verhaal maakt de laffe sheriff Bill Boney zijn opwachting in de lokale saloon en vermaakt het publiek met straffe verhalen hoe hij de broertjes Pistol (zoals te lezen in verhaal Rodeo) opruimde en in Coffeyville de gebroeders Dalton te grazen wist te nemen. Lucky Luke zet, met behulp van drie vrienden (Smiley, Bierschuim en Krieltje), vermomd als de Daltons, de sheriff op zijn plaats. Het duurt niet lang voor de stedelingen Boneys ware aard ontwaren. Tot ieders opluchting maakt Lucky Luke een eind aan de vertoning, net voor ze de Sheriff op zouden knopen, en draagt prompt Smiley voor als nieuwe sheriff.